# Oktoberklub

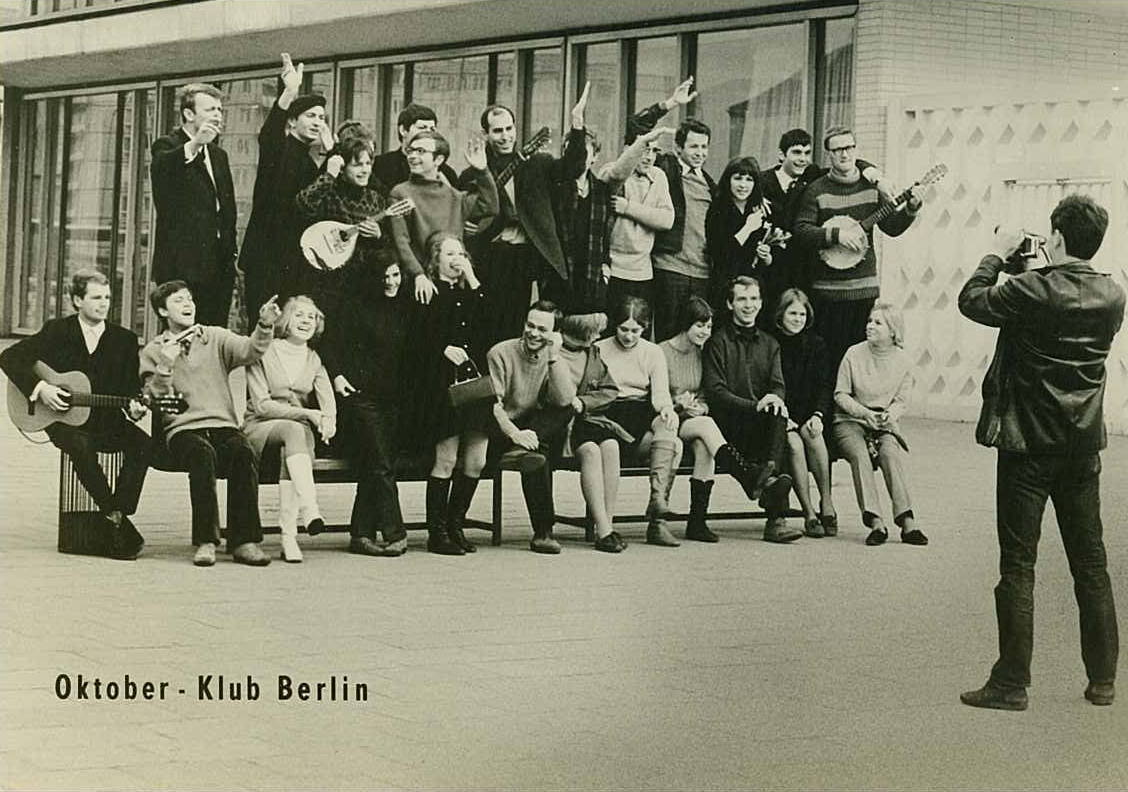
Автограф 1968 года

Oktoberklub («Октоберклуб», «Октябрьский клуб») — ансамбль политической песни ГДР. Музыкальная стилистика — смесь шансона, фолк- и рок-музыки. Был основан в 1966 году как берлинский Хутенанни (Hootenanny) клуб и был первым музыкальным ансамблем политической песни ГДР. Он просуществовал до 1990 года.

## История

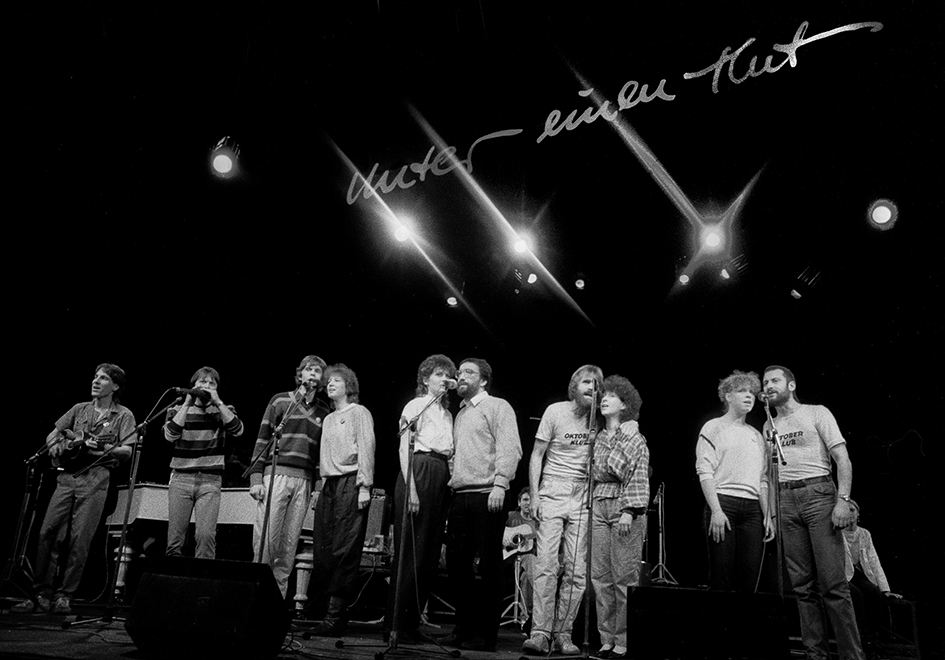
16-й фестиваль политической песни 1986 года

В начале 60-x годов XX века возрождение фолк-музыки в США вызвало волну фолк-музыки и песен протеста во многих странах мира. В ГДР уже с 1960 года канадский певец Перри Фридман (Perry Friedman) организовал «Хутенанни» (Hootenanny) клубы (американское название неофициальных концертных площадок). Им и молодёжной радиостанцией ДТ 64 (DT 64) была собрана группа молодых любителей фолк-музыки, основавшая в феврале 1966 года берлинский «Хутенанни клуб» при поддержке берлинского окружного комитета ССНМ. Присоединиться к творчеству мог любой, клуб был открыт для всех. Атмосфера была необычная, непринуждённая, чем отличалась от подобных мероприятий в ГДР того времени. Среди артистов были Перри Фридман, Хартмут Кёниг (Hartmut König), Райнер Шёне (Reiner Schöne), Беттина Вегнер (Bettina Wegner) и многие другие. Молодёжная радиостанция ДТ 64 регулярно передавала трансляции мероприятий клуба.
В начале 60-х годов молодёжная политика ГДР прошла фазу либерализации (Молодёжный коммюнике ЦК СЕПГ), что способствовало появлению новых тем в литературе, в фильмах, в джазовой и бит-музыке, «волны лирики» (Lyrikwelle), поддержанию молодых талантов и ДТ 64. В конце 1965 года эта короткая фаза именуемая «Оттепель» (Tauwetter) кончилась (ХI. Пленум ЦК СЕПГ). Руководство СЕПГ запретило бит-группы, фильмы, книги. Вольфу Бирманну (Wolf Biermann) исполнителю и автору собственных песен запретили выступать на сцене. В начале 1967 года была развёрнута кампания против «тенденции американизирования культуры». «Хутенанни клуб» заставили отказаться от американского названия. Он был переименован в «Октябрьский клуб». Название должно было ассоциироваться с Октябрьской революцией. С тех пор Хутенанни-движение официально называлось «ССНМ-певческое движение» (FDJ-Singebewegung) и стало частью социалистической культурной политики. Его поддержали, но и контролировали. В стране было основано множество певческих клубов (Singeklubs). Их количество доходило до 4 000. Все они брали пример с Октябрьского клуба.
По словам Райнхольда Андерта (Reinhold Andert) члены Октябрьского клуба были «красные на 100 процентов, убеждённые и честные». Они хотели мобилизовать молодёжь ГДР для развития идей социализма. Клуб выступал на многих политических мероприятиях ССНМ, например: молодёжные фестивали, концерты солидарности и «Веркштаттвохен» (Werkstattwochen – встречи певческих клубов страны). Клуб связывал политику и развлечение и таким образом приносил новые элементы в отверделую политическую культуру ГДР. С другой стороны, руководство ССНМ и СЕПГ курировали клуб и использовали его в своих политических целях. Среди членов клуба на эту тему велись частые дискуссии и из-за этого некоторые члены покинули клуб, как например Беттина Вегнер.
Члены клуба исполняли интернациональные политические песни (некоторые были стихотворным подражанием), традиционные, народные и военные песни и также песни собственного сочинения. Клуб сторонился лозунгов и высокопарности многих политических песен того времени. Участники клуба хотели петь о своих буднях, какими они их видели. Из-за этого Райнхольд Андерт придумал девиз «ГДР-конкретно» (DDR-konkret). Музыкальный стиль формировался из симбиоза песен, шансона, народной музыки и рока. Кроме того, они использовали средства театральной выразительности и политической сатиры. С 1971 года проходили вечера песен со смешанным репертуаром, на которых презентовались различные программы Октябрьского клуба (1971 ССНМ-Ночная смена/FDJ-Nachtschicht, 1972 Кантата Манне Клайн/ Kantate Manne Klein, Ночная смена любви/ Liebesnachtschicht, 1975 Пренцлауер Берг/ Prenzlauer Berg).
В первые годы мероприятия Октябрьского клуба проходили в клубе Интернационал (в кинотеатре Интернационал на аллее Карла Маркса в Берлине), а с 1974 года в Доме юных талантов. Клуб был инициатором и организатором серии мероприятий, таких как «Хутенанни» (1966), фестивалей политической песни (1970–1990), ОКК (с 1977 года первая дискотека ГДР), с 1977 года «Клуб в подвале» (Kellerklub) в Доме юных талантов, «Синге» (Singe) с 1974 до 1976 года и «Котёл красный» (Ein Kessel Rotes) с 1979 до 1989 года. Клуб часто выступал за рубежом, например на концертах за разоружение ФРГ (1967), на Фестивале молодёжи мира в Софии (1968), в Гаване (1978) и на праздниках прессы коммунистических газет в Западной Европе. Его награждали разными орденами, среди которых была Золотая звезда дружбы народов в 1986 году.
В первые годы клуб был очень популярным, прежде всего среди молодёжи, которая верила в идею социализма. Оппозиционная молодёжь в свою очередь не признала клуб, так как считала его приверженцем линии СЕПГ и ССНМ. В 1980-х годах многие считали агитационные песни клуба бессодержательными. Это впечатление складывалось в первую очередь из-за того, что СМИ ГДР распространяли информацию только об агитационных программах Октябрьского клуба. В конце 1986 года после жаркого спора среди членов клуба, было решено изменить курс и выступить против попыток регламентации. Песни «ГДР-конкретно» стали более критичными.
Октябрьский клуб был группой любителей музыки и песен. В руководстве клуба часто работали его члены, не являющиеся профессионалами. Состав клуба часто менялся. В совокупности за всё время клуб имел 180 членов и время от времени в нём было до 40 участников одновременно, хотя и не все были исполнителями песен. Писательница Гизела Штайнекерт (Gisela Steineckert) и композитор Вольфрам Хайкинг (Wolfram Heicking) долгое время выступали в роли менторов. Важные авторы первых годов были Райнхольд Андерт, Курт Деммлер (Kurt Demmler) и Хартмут Кёниг, позже и Герд Керн (Gerd Kern), который писал тексты и композитор Фред Крюгер (Fred Krüger). С 1987 года Михаил Лец (Michael Letz) и Енс Квант (Jens Quandt), написавшие множество музыкальных произведений. В 1988/89 годах Герхард Гундерманн (Gerhard Gundermann) писал тексты для клуба, а музыканты Октярьского клуба иногда выступали вместе с ним.
Кроме того клуб был «очень важным фактором в области молодёжной музыки как резервуар талантов» (Олаф Лайтнер/ Olaf Leitner). В 1973 году в стенах клуба сформировался песенный ансамбль «Год рождения 49» (Jahrgang 49), который просуществовал до 1980 года. Некоторые члены клуба также имели музыкальные карьеры как солисты (Райнхольд Андерт, Тамара Данц/ Tamara Danz, Джина Пич/ Gina Pietsch, Барбара Тальхайм/ Barbara Thalheim, Юрген Вальтер/ Jürgen Walter, Беттина Вегнер и другие). Другие бывшие члены клуба позже работали в культурных учреждениях, как например: радио, телевидение, звукозапись и в генеральной дирекции комитета эстрадных искусств. Хартмут Кёниг работал секретарём центрального совета ССНМ 12 лет и в 1989 стал заместителем министра культуры ГДР.
Самые популярные песни Октябрьского клуба были: «Скажи мне, на какой стороне ты стоишь» (Sag mir, wo du stehst), «Октябрьская песня» (Oktobersong), «Мы везде» (Wir sind überall). Песню «Скажи мне, где ты стоишь» пели не только в ССНМ, но и в церквях и некоторые панк группы исполняют её до сегодняшнего дня. Западногерманские хоры также пели песню «У нас есть эта земля» (Haben wir diese Erde) – это немецкая версия аргентинской песни «Cuando tenga la tierra» (Mercedes Sosa) и песню «Дым поднимается с крыши» (Rauch steigt von Dach auf).
В 1968 году Гитта Никель (Gitta Nickel) сняла документальный фильм «Песни делают людей» (Lieder machen Leute) для студии ДЕФА (DEFA – немецкое объединение киностудий). В 90-х годах были сняты два телевизионных документальных фильма об истории клуба: «Конец песни» (Das Ende vom Lied), (ВПРО, Нидерланды, 1992) и «Sag mir, wo du stehst» (Аксель Гроте/  Axel Grote и Кристиан Штайнке/  Christian Steinke, МДР, 1993).